# تمثال ميرت آمون (متحف الغردقة)
تمثال ميرت آمون هي تمثال لميرت آمون ابنة وزوجة رمسيس الثاني من الأسرة التاسعة عشر. يظهر التمثال الملكة ميريت آمون وهي ترتدي باروكة شعر مستعار ويعلو شعرها قاعدة مستديرة من الكوبرا وكان يعلو هذه القاعدة ريشتان طويلتان ولكن الجزء العلوي من التمثال مفقود حالياً.ويكشف شعرها المستعار عن آذانها المزينة بأقراط مستديرة من الذهب، كما تظهر مرتدية قلادة واسعة مركبة تتألف من خمسة صفوف من الخرز على شكل علامة نفر الهيروغليفية والتي تعني الجمال.أما صدرها فقد زين بالورود وعلى ذراعها الأيسر الباقي سواران. وتمسك في يدها قلادة تسمى قلادة مينات تُستخدم لإحداث ضجة قوية خلال الطقوس المقدسة.

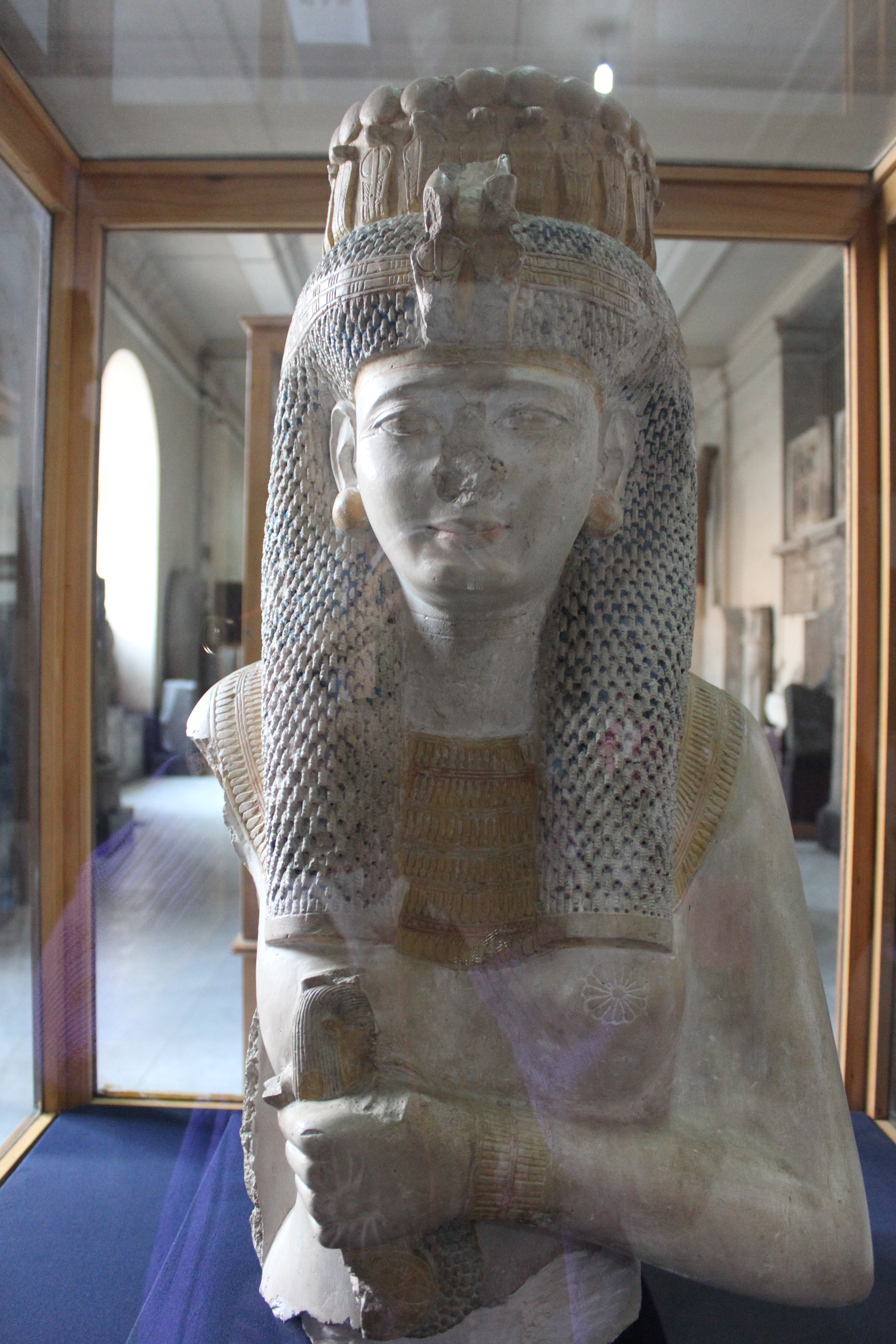
التمثال أثناء عرضه داخل المتحف المصري.

عثر على التمثال داخل معبد الرامسيوم وقد كان متواجد ضمن معروضات المتحف المصري،  نقل التمثال في 2019 ليعرض في متحف الغردقة بشكل دائم.